# Loesje

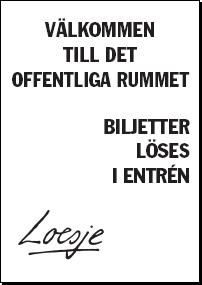
Svensk Loesje-affisch från september 2003.

Loesje (uttal: /'luʃə/) är en internationell rörelse som sprider affischer med  aforismer, signerade av den eventuellt fiktiva nederländska flickan Loesje. Rörelsen startades i Arnhem i Nederländerna 1983.

## Organisation
Loesje fungerar som ett löst sammansatt nätverk av små grupper runt om i världen. Från det internationella huvudkontoret, sedan 2005 beläget i Berlin, kan de lokala grupperna få vägledning och stöd med att komma igång. Huvudkontoret samordnar också internationella aktiviteter, står för produktionen av den internationella affischserien samt ger ut den internationella bulletinen en gång i månaden. Bulletinen finns både på internet och i tryckt form. I några länder finns en grupp aktiva som samordnar en del av aktiviteterna inom landet.
Då ingen medlemsregistrering förekommer är det omöjligt att exakt avgöra hur många som är aktiva inom organisationen. Den internationella webbplatsen rankades på plats 6 492 890 i februari 2021, det vill säga mycket lågt. Aktiviteten på Loesjes svenskspråkiga webbplats upphörde 2015.

## Spridning
Efter att ursprungligen bara ha verkat i Nederländerna spred sig Loesje från och med 1980-talets sista år först till andra europeiska länder och sedan i viss mån vidare ut i världen. Idag är rörelsen, i olika hög grad, aktiv åtminstone i Argentina, Bosnien, Danmark, Frankrike, Island, Italien, Mexiko, Nederländerna, Nigeria, Rumänien, Schweiz, Tyskland och USA.

## Affischerna
Loesje sprider sina affischer framför allt genom att medelst tapetklister klistra upp dem i stadsmiljöer där så många som möjligt kan se dem. Trots att affischeringen kan vara olaglig hävdar organisationen ändå sin rätt att sprida sina budskap och uppmanar medlemmarna att vägra betala eventuella böter.
Texterna på Loesjes affischer är tänkta som korta, tankeväckande budskap till var och en som läser dem. Organisationen är politiskt och religiöst obunden och säger sig enbart vara humanistisk. Texterna är dock inte sällan, men långt ifrån alltid, mer eller mindre milt samhällskritiska, men kan lika gärna vara av rent filosofisk eller livsåskådande karaktär. 
Internationella huvudkontoret producerar en internationell bas av affischtexter på engelska, men det är fritt fram för de lokala grupperna att skapa egna eller översätta. Texterna produceras ofta genom att ett antal medlemmar samlas och brainstormar kring aktuella ämnen. Även en enskild medlem kan hitta på egna texter, och det finns inget organ i organisationen som måste godkänna en text för att den ska få användas. Texterna kan vara på vilket språk som helst. Det som gör de olika affischerna enhetliga är designen samt Loesje-signaturen som återfinns på varje affisch.
På den internationella webbplatsen finns ett arkiv med tusentals affischer.